# Andrea Harrison
Andrea Harrison est un personnage de fiction apparaissant dans la série de comics The Walking Dead de Robert Kirkman, interprété par Laurie Holden dans la série télévisée éponyme. Son nom de famille est dévoilé dans le jeu vidéo The Walking Dead: Survival Instinct. Le personnage apparaît pour la première fois en 2004 dans le deuxième tome de la série de comics. Que ce soit dans ces derniers ou dans la série, Andrea se trouve à ses débuts à Atlanta, en Géorgie, et fait partie d'un groupe de survivants auprès de sa sœur Amy.
Dans la série de bandes dessinées, Andrea est une avocate de 25 ans qui passe d'une jeune femme peu sûre d'elle et inexpérimentée à une guerrière mature et endurcie, ayant tué plus que tout autre personnage. Elle développe une relation avec la boussole morale du groupe, Dale Horvath, et ils élèvent une famille avec des fils jumeaux adoptifs, Billy et Ben, mais tout cela sera de courte durée. Andrea devient le principal tireur d'élite du groupe et, plus tard, l'un des principaux instigateurs de la guerre contre l'infâme tyran, Negan . Au cours de cette période, le stress que la guerre engendre et le chagrin de la perte de sa famille la rapproche du chef de groupe Rick Grimes, de qui elle tombe amoureuse par la suite, devenant également une mère de substitution de Carl qui commence à l'appeler « maman ».
Dans la série télévisée, Andrea a douze ans de plus et est une ancienne avocate des droits civiques à succès qui entretient une relation forte, mais ici platonique, avec Dale. Son chagrin à la suite de la perte de sa sœur la pousse à tenter de se suicider. Robert Kirkman a assuré que cela initierait sa transformation en « tireur d'élite intrépide », se rapprochant de son homologue de bande dessinée bien que l'arc du personnage se détourne radicalement de celui des comics dans la troisième saison. Pour sa performance en tant qu'Andrea, Holden a reçu des critiques favorables, bien que l'histoire du personnage dans la troisième saison n'ait pas été bien accueillie. Elle a été nommée pour plusieurs prix, dont le Saturn Award de la meilleure actrice dans un second rôle à la télévision en 2010. Elle remportera plus tard ce même prix en 2013.

## Biographie dans la série télévisée

### Campement dans la carrière à Atlanta: Saison 1
Andrea est une ancienne avocate des droits civiques très populaire qui est secourue avec sa sœur cadette Amy par Dale Horvath lors de l'apocalypse et avec qui elles vivent dans sa caravane. On ne sait pas grand chose sur elle et son passé. Ils font ensuite partie du camp de survivants de la carrière à l'extérieur d'Atlanta. C'est une femme au fort tempérament qui n'hésite pas à dire ce qu'elle pense, notamment lorsqu'il s'agit de tenir tête à Ed alors qu'il bat sa femme Carol. Cependant, dans cette première saison, Andrea ne sait pas se servir d'une arme. A contrario du personnage dans les comics, Andrea entretient une relation un peu plus compliquée avec sa sœur, notamment car elles n'ont pas été élevées ensemble et qu'Andrea à énormément manquer de moments avec Amy à cause de ses études pour devenir avocate, étant très souvent absente pour les anniversaires de sa sœur par exemple. Elle est tout de même très protectrice avec sa sœur. Lorsque Rick la rencontre, elle fait partie d'un groupe plus petit pris au piège dans un grand magasin à Atlanta. Après avoir sauvé Rick, le groupe prend un certain temps pour planifier sa fuite et pendant ce temps, Andrea se rend compte que l'anniversaire d'Amy approche et prend un collier pour elle. Plus tard, ils sont obligés de menotter Merle Dixon à l'un des tuyaux se trouvant sur le toit du magasin lorsqu'il devient violent, et finissent par le laisser là lorsqu'ils s'échappent pour retourner à leur campement.
Au cours de cette saison, le personnage ne sait donc pas se battre ni se servir d'une arme mais possède un franc parler sans faille. Plus tard, Rick et d'autres retournent à Atlanta pour récupérer son sac d'armes et tenter de libérer Merle. Pendant qu'ils sont partis, le camp de la carrière est envahi par les rôdeurs en pleine nuit par surprise, et Amy fait partie de ceux qui sont mordus. Andrea tient une Amy mourante dans ses bras tandis que le groupe tue tous les rôdeurs. Impuissante, Andrea s'effondre au-dessus du corps sans vie de sa sœur et reste au près d'elle jusqu'au lendemain matin. En l'honneur de son anniversaire, Andrea accroche le collier qu'elle avait pris au magasin autour du coup d'Amy puis celle-ci se réveille, transformée en rôdeur. Tout en lui disant combien elle l'aime et en s'excusant de son absence ces dernières années, Andrea l'achève d'une balle dans la tête et trouve la force de mettre son corps en terre pendant la cérémonie organisée pour toutes les victimes du campement. La mort d'Amy a alors un impact considérable sur le caractère d'Andrea qui ne sera plus jamais la même par la suite, plongeant dans une phase de doutes et de dépression.
Le groupe choisit de quitter la carrière et de se diriger vers le CDC au centre-ville d'Atlanta, en espérant qu'il y aura encore des chercheurs là-bas et un remède. Cependant, le Dr Jenner est le seul homme encore présent dans le complexe et offre refuge au groupe. Après des tests sanguins pour prouver qu'ils ne sont pas sur le point de se transformer en rôdeur, Dale retrouve Andrea au sol, totalement désemparée et n'ayant plus d'espoirs. Alors que le groupe profite du luxe du CDC, ils apprennent qu'il fonctionne sur une alimentation de secours et qu'une fois que les générateurs seront à court de carburant, le bâtiment explosera automatiquement à la fin d'un compte à rebours pour éradiquer tous les échantillons de virus présents dans le CDC. Alors que d'autres membres du groupe tentent de s'échapper, Andrea et Jacqui choisissent de rester avec le Dr Jenner, prêts à mourir, Andrea baissant totalement les bras. Dale décide de rester également avec Andrea mais pour l'encourager à venir avec lui, une manière pour Dale de lui forcer la main à sortir du complexe et de ne pas le laisser mourir. Finalement, Andrea et Dale sortent in extremis du bâtiment juste avant son explosion puis Andrea reprend la route avec le reste du groupe et quitte Atlanta.

### La ferme des Greene: Saison 2
Des jours après l'explosion du CDC, le groupe part en direction de Fort Benning. Andrea est toujours très déprimée, au bord de la dépression. Sur le trajet, Shane apprend à Andrea à démonter et charger son arme (un cadeau de son père) puis la caravane tombe en panne devant un énorme carambolage. Alors que le groupe est à l'extérieur pour chercher des vivres, Andrea reste dans le véhicule tandis qu'une horde de rôdeurs approche. Piégée avec un rôdeur dans la caravane, elle ne doit son salue qu'à Dale qui lui donne un tournevis dont elle se sert pour tuer son premier rôdeur. La petite Sophia est ensuite pourchasser par deux rôdeurs, mais tandis qu'elle s'enfuie dans la forêt, elle disparaît. En parallèle, Andrea est très en colère contre Dale, lui reprochant de lui avoir forcé la main pour sortir du CDC et de ne pas l'avoir laissé mourir comme elle le voulait. Ce dernier refuse catégoriquement de redonner l'arme d'Andrea à cette dernière, ayant peur qu'elle se suicide. Le groupe commence dès lors des recherches pour retrouver Sophia auxquelles Andrea prend part. Lors d'un arrêt dans une église, Andrea est témoin d'une conversation entre Shane et Lori, comprenant qu'il s'est passé quelque chose entre eux mais aussi que Shane compte quitter le groupe. Cependant, Andrea garde ces secrets pour elle. Pendant son retour à l'autoroute avec le reste du groupe dans l'épisode Saignée, Andrea rencontre Maggie Greene qui la sauve d'un rôdeur sur le point de l'attaquer. Dans l'épisode Le tout pour le tout, Andrea se porte volontaire pour partir avec Daryl en pleine nuit dans la forêt pour chercher Sophia. L'homme reste persuader que la petite fille va bien, confiant à Andrea être resté pendant 9 jours seul dans la forêt, mais Andrea reste dubitative concernant le destin de Sophia. Alors qu'ils continuent leurs recherches, Andrea lui confie à son tour ne pas savoir si elle a réellement envie de vivre. Alors qu'ils reviennent à l'autoroute, Dale décide de rendre l'arme à Andrea en lui demandant de ne pas lui faire regretter ce choix.
Dans le quatrième épisode de la saison, Andrea et le groupe entier sont admis à prendre place sur la ferme des Greene. Andrea prend une nouvelle fois part aux recherches pour retrouver Sophia tandis qu'Hershel décrète que toutes armes sont interdites sur ses terres, Rick acceptant le deal au grand dam d'Andrea et Shane qui partent de leur côté à la formation d'Andrea au tir. Celle-ci sauve également Glenn avec l'aide des autres membres du groupe lorsque ce dernier est retenu prisonnier dans l'un des puits de la ferme avec un rôdeur. Andrea est cependant très attirer par le travail qui consiste à surveiller les alentours de la ferme, devenant la première femme du groupe formée au tir et à endosser ce rôle grâce à sa nouvelle amitié avec Shane, ce qui lui permet également de retrouver une raison de vivre : protéger le groupe quoi qu'il arrive des rôdeurs. Cependant, elle blesse gravement Daryl dans l'épisode Le Chupacabra en le prenant pour un rôdeur au loin, à moitié aveuglée par le soleil dans sa lunette, voyant l'homme ensanglanté et marcher comme un rôdeur. Horrifier et croulant sous la culpabilité de ce geste, Dale la réconforte ce qui les rapproche encore un peu plus vers une réconciliation. Elle s'excuse ensuite au près de Daryl dans l'épisode suivant pour la faute qu'elle a commise et, comprenant qu'il s'agissait d'une tentative pour protéger le groupe, celui-ci lui pardonne. Andrea continue sa formation au près de Shane puis, au cours d'une énième tentative de retrouver Sophia à ses côtés, Andrea tue ses premiers rôdeurs d'une balle en pleine tête avec aisance, devenant l'une des meilleures tireuses du groupe. Andrea finit ensuite par coucher avec Shane sur le chemin retour vers la ferme, Dale sentant que leur relation à changé à leur retour.
Les facultés de très bonnes tireuses acquises par Andrea grâce à Shane font d'elle un membre important du groupe, son caractère rebelle se ressentant beaucoup plus lorsqu'elle fait savoir qu'elle n'est pas d'accord avec certaines décisions prises par Rick, qualifiant Shane de ne pas être une victime ce qui est selon elle une qualité chez ce dernier qu'elle apprécie. Elle prend part à l'assaut sur la grange auprès de Shane, Glenn, Daryl et T-Dog dans le but de tuer tous les rôdeurs qui s'y trouvent. Cependant, comme tous les membres du groupe, elle est choquée et bouleversée lorsque la petite Sophia sort finalement de la grange transformée en rôdeur et Andrea se résout à l'achever laissant la place à Rick. Dans l'épisode Nebraska, juste après le massacre de la grange, Andrea s'occupe des rôdeurs en détruisant leurs cerveaux pour éviter la surprise que l'un d'entre eux se relève. Accompagnée de Daryl, Andrea propose à Carol une cérémonie pour que Sophia soit enterrée, ce que Carol refuse. Andrea continue de supporter Shane dans ses prises de décisions, notamment lorsqu'il à décidé d'ouvrir la grange pour y tuer tout les rôdeurs qui s'y trouvaient et lorsque ce dernier est parti retrouver Lori et lui à sauvé la vie après son accident de voiture, lui reprochant tout de même sa manière de faire beaucoup trop brutale. Alors que Beth se retrouve dans un état catatonique et de dépression à la suite de l'ouverture de la grange et après avoir vu tout ces proches transformés en rôdeurs être achevés, sont couteau est subtilisé par Lori. Cette dernière et Andrea sont toutes deux dans la cuisine des Greene et entendent Maggie et Beth se hurler dessus. Andrea reproche ensuite à Lori d'avoir enlevé le couteau des mains de Beth comme lorsque Dale a pris la décision de garder l'arme d'Andrea, lui arguant qu'il ne s'agit pas de leurs décisions. Un conflit éclate entre elles, Lori reproche à Andrea de ne pas soutenir le groupe dans les tâches nécessaires telles que la cuisine ou le ménage que les femmes se répartissent. Au cours de ce vif échange, Andrea dévoile à Lori être au courant de son aventure avec Shane et lui reproche d'être beaucoup trop auto centrée, ne se mettant pas à la place de ceux qui ont tout perdu. Alors que certains membres du groupe monte la garde dans sa chambre pour veiller sur Beth, le tour d'Andrea arrive. Pendant sa garde, Andrea décide de quitter la pièce, laissant le libre arbitre à Beth comme elle aurait voulue qu'on lui laisse à elle aussi. Une fois toute seule, Beth saura si elle veut vraiment en finir. Mais celle-ci en profite pour essayer de se trancher les poignets et réalise finalement qu'elle ne veut pas mourir, le plan d'Andrea fonctionnant. Hershel et Maggie se précipitent pour soigner ses blessures, qui sont peu profondes et non mortelles, mais Maggie est furieuse contre Andrea et lui interdit de rentrer dans la maison. Blessée, Andrea s'éloigne de la maison alors que Lori confie à Maggie penser qu'Andrea n'avait pas totalement tord concernant sa manière de faire avec Beth.
Malgré sa relation tendue avec Dale, elle est la seule à se tenir à ses côtés lors d'une réunion de groupe ou Dale s'oppose à l'exécution de Randall Culver, un étranger blessé ramener dans la ferme après que son groupe ait tenté de tuer Rick, Glenn et Hershel. Malheureusement, Dale est gravement blessée dans la soirée par un rôdeur non loin de la ferme. Mourant, il est achevé par Daryl sous les yeux d'Andrea effondrée, qui perd donc la personne dont elle était le plus proche. Finalement, la ferme est envahie par les rôdeurs après le coup de feu tirer par Carl pour achever Shane, transformé en lui-même en rôdeur. Andrea tente avec le groupe de contenir la horde mais celle-ci est beaucoup trop conséquente. Après qu'elle a sauvé Carol, un rôdeur tombe sur Andrea de tout son poids lorsqu'elle le tue sous les yeux de Lori, Beth et T-Dog, les laissant croire qu'Andrea vient d'être tuer par le rôdeur. Andrea est séparée des autres lorsque ces derniers s'échappent de la ferme et Andrea s'enfonce dans la forêt, seule avec des dizaines de rôdeurs à ses trousses. Jusqu'au petit matin, Andrea lutte de toute ses forces pour survivre mais tombe au sol, épuisée alors qu'un dernier rôdeur se jette sur elle. Alors qu'il est prêt à la tuer, une silhouette brandissant un katana et menant deux rôdeurs par des chaînes tue le rôdeur et sauve Andrea.

### Découverte de Woodbury: Saison 3
Pendant des mois, Andrea erre dans la nature auprès de Michonne, la personne l'ayant sauvée après sa fuite de la ferme. Dans le premier épisode de la saison, Graines, Andrea est alors malade, presque au bord de la mort, mais Michonne parvient à trouver des médicaments pour l'aider. Lorsqu'elles voient un hélicoptère s'écraser à proximité, elles partent sur les lieux enquêter mais découvrent une scène macabre, personne n'ayant survécu au crash. Andrea tombe alors Merle Dixon toujours vivant, avec d'autres hommes qui arrivent sur place, et elles sont amenées à Woodbury, une communauté fortifiée dirigée par un homme se faisant appeler Le Gouverneur. Ce dernier se présente comme un homme charmant et leur permet de rester dans sa ville, mais Michonne ressent tout de suite un malaise avec la communauté et l'homme en question en qui elle n'a pas du tout confiance. Dans l'épisode Dis-le, Michonne se décide ensuite à partir et parvient à faire en sorte qu'Andrea fasse le choix de quitter Woodbury avec elle. Mais au dernier moment, fatiguée d'errer depuis tout ces mois dehors, Andrea accepte l'hospitalité du Gouverneur et reste à Woodbury, une décision qu'elle commencera à peine à regretter après avoir vu la façon dont le Gouverneur utilise les rôdeurs qu'il capture pour divertir les habitants de sa ville (pendant des combats avec des rôdeurs dont on a arraché les dents pour éviter les morsures). Merle avertit le Gouverneur en privé des autres membres du groupe de Rick en raison de la présence d'Andrea à Woodbury.
Celle-ci devient une proche confidente du Gouverneur, sans se douter de la réelle nature de ce dernier, et une certaine ambiguïté nait entre les deux. Elle aide aussi Milton, l'un des hommes de main du Gouverneur, dans ses recherches secrètes et apprend que son travail est de déterminer si les rôdeurs conservent la conscience de ce qu'ils étaient avant dans l'épisode Quand les morts approchent. Cependant, l'expérience sur un patient en fin de vie échoue et Andrea est obligée de le tuer après sa transformation. Elle découvre plus tard que Merle a capturé Glenn et Maggie, sans se douter du traitement que ce dernier inflige à Glenn et des agissements du Gouverneur concernant Maggie et l'humiliation qu'il lui inflige. Michonne, témoin de cet enlèvement dans l'épisode La Traque, trouve le groupe de Rick réfugié dans une prison voisine et elle ramène un petit groupe pour sauver le couple. Michonne cherche elle-même le Gouverneur et, après une violente bagarre entre Michonne et ce dernier, alors qu'elle est sur le point de le tuer;  Andrea arrive et ordonne à Michonne de s'éloigner tout en la tenant en joue avec son arme. Michonne s'enfuit avec le reste du groupe de Rick, bien que Rick et Andrea s'aperçoivent brièvement. Cependant, Daryl est capturé à son tour après avoir découvert que son frère était toujours en vie. Andrea est alors obligée de regarder le Gouverneur les forcer à se battre jusqu'à la mort, une punition mise en place à la suite de l'attaque du groupe de Rick dont fait partie Daryl et des mensonges de Merle concernant son frère. Cependant, les frères parviennent à s'échapper lorsque le groupe de Rick revient pour les aider.
Le Gouverneur, fou de rage, n'a qu'une idée en tête : se venger sur le groupe de la Prison, en particulier Rick et Michonne. Andrea, à contrario, prononce un discours inspirant aux habitants de Woodbury pour leur redonner espoir d'une vie meilleure. Le Gouverneur la complimente sur ces agissements mais demande secrètement à Milton de la surveiller. L'envie d'Andrea est alors de réunir les membres de la Prison et les habitants de Woodbury pour une vie pacifiste mais le Gouverneur refuse catégoriquement. Cependant, il dit à Milton d'aider Andrea à quitter Woodbury à rechercher la prison, afin qu'ils puissent trouver le lieu eux-mêmes, prévoyant de lancer une attaque pour se venger. Elle se rend à la prison et retrouve ses anciens compagnons de survie qui se méfient aujourd'hui d'elle. Elle apprend d'ailleurs les décès de Lori, T-Dog et Shane, ce qui la bouleverse. Le plan des membres de la prison est de tuer le Gouverneur mais Andrea refuse d'aider le groupe de Rick à se faufiler à Woodbury, prétextant que des personnes innocentes pourrait être tuées. Cependant, elle comprend que le Gouverneur à menti sur certains de ses agissements. Carol suggère finalement à Andrea de tout arrêter elle-même en faisant vivre une nuit d'amour au Gouverneur pour qu'il baisse sa garde et qu'elle en profite pour le tuer. Lorsqu'elle revient à Woodbury, elle exécute le plan de Carol mais lorsqu'elle a l'occasion de l'achever, Andrea en est incapable. Au lieu de cela, Andrea s'arrange pour que les deux parties négocient à un endroit neutre, mais Rick et le Gouverneur refusent de lui permettre de se joindre à leur discussion.
Dans l'épisode 14, La Proie, elle découvre grâce à Milton les plans du Gouverneur de lancer une attaque contre la prison mais aussi une salle de torture que l'homme réserve à Michonne, comprenant définitivement la dangerosité de cet homme. Elle prend la décision finale de le tuer mais en est empêcher par Milton pour qui selon lui ce geste ne changera rien. Elle décide de quitter Woodbury pour rejoindre sa véritable famille à la prison et les avertir du danger qui les attends. Le Gouverneur la poursuit jusque dans une usine abandonnée et une véritable partie de cache cache se joue à l'intérieur. Alors qu'elle pense l'avoir tué pour de bon en réussissant à l'enfermer à l'intérieur avec un groupe important de rôdeurs et qu'elle arrive aux portes de la prison, le Gouverneur la rattrape au dernier moment. Dans l'épisode final de la saison, Bienvenue dans le tombeau, le Gouverneur tient Andrea en otage dans la salle de torture qui était réservée à Michonne, attachée à une chaise. Il blesse ensuite mortellement Milton, sachant que l'homme est du côté d'Andrea, puis le laisse mourir lentement dans la cellule dans le but qu'il se transforme et dévore Andrea. Gravement blessé, Milton arrive à montrer à Andrea des outils présents non loin d'elle et finit par mourir tandis qu'elle parvient à ce détacher au moment ou Milton se réveille en rôdeur et se dirige vers elle pour l'attaquer. Le Gouverneur lance son attaque sur la Prison mais le groupe de Rick les domine rapidement, forçant le Gouverneur à fuir. Sachant qu'Andrea peut avoir des ennuis à Woodbury, Rick ainsi que Michonne, Daryl et Tyreese s'y rendent pour venir la chercher, mais arrivent trop tard : alors qu'elle a réussi à tuer Milton, Andrea s'est faite mordre dans le même temps. Consciente malgré la fièvre, Andrea en profite pour rappeler que son but à toujours été de sauver un maximum de personnes. Elle dit adieu à ses amis et demande à Rick son arme pour mettre fin à sa vie, seule auprès de Michonne. Le corps d'Andrea est ensuite ramené à la prison pour y être enterrer au près de Lori et T-Dog, en même temps que les habitants de Woodbury rapatriés à la prison par Rick. Ce geste met alors les deux communautés en lieu sûr et leur permet de vivre ensemble de manière paisible, réalisant le souhait d'Andrea.

### Réalité alternative: Saison 10
Andrea apparaît dans l'épisode de la dixième saison L'Île dans l'une des hallucinations de Michonne. Dans celle-ci, au lieu de sauver son amie comme elle l'avait fait à l'origine lors de leur première rencontre après sa fuite de la ferme, Michonne laisse Andrea qui est alors dévorée par des rôdeurs,.

### Flashback: Saison 11
Dans le dernier épisode de la série, Repose en paix, Rick Grimes fait son retour dans la série et parle des personnes qu'il a aimé et qui sont décédées auparavant dans une lettre qu'il écrit pour Michonne. À ce même moment, les personnages en questions apparaissent à l'écran sous forme de flashbacks dont Andrea fait partie. Egalement, plusieurs personnages déjà morts dans la série font un caméo vocal pour la phrase finale de la série « On est de ceux qui survivent », dont Andrea fait partie.

## Développement

### Son interprète
Andrea est jouée par Laurie Holden qui est choisie pour intégrer la série en 2010 après des apparitions remarquées dans les séries X-Files, The Shield et le film d'horreur Silent Hill.  Avant The Walking Dead, Holden avait joué dans deux des films de Frank Darabont, créateur de la série, dont The Majestic en 2001 et The Mist en 2007,. Dans ce dernier, trois autres membres de la distribution de The Walking Dead apparaissent, notamment Melissa McBride, Juan Pareja et Jeffrey DeMunn. C'est après avoir décroché le rôle que l'actrice commence à lire les bandes dessinées pour analyser et obtenir une compréhension précise du personnage d'Andrea. Elle reconnait son plaisir d'avoir un rôle beaucoup plus physique que sur certains de ses projets précédents, ainsi que son enthousiasme à l'idée que son personnage devienne progressivement un guerrier comme dans les bandes dessinées.

### Caractérisation

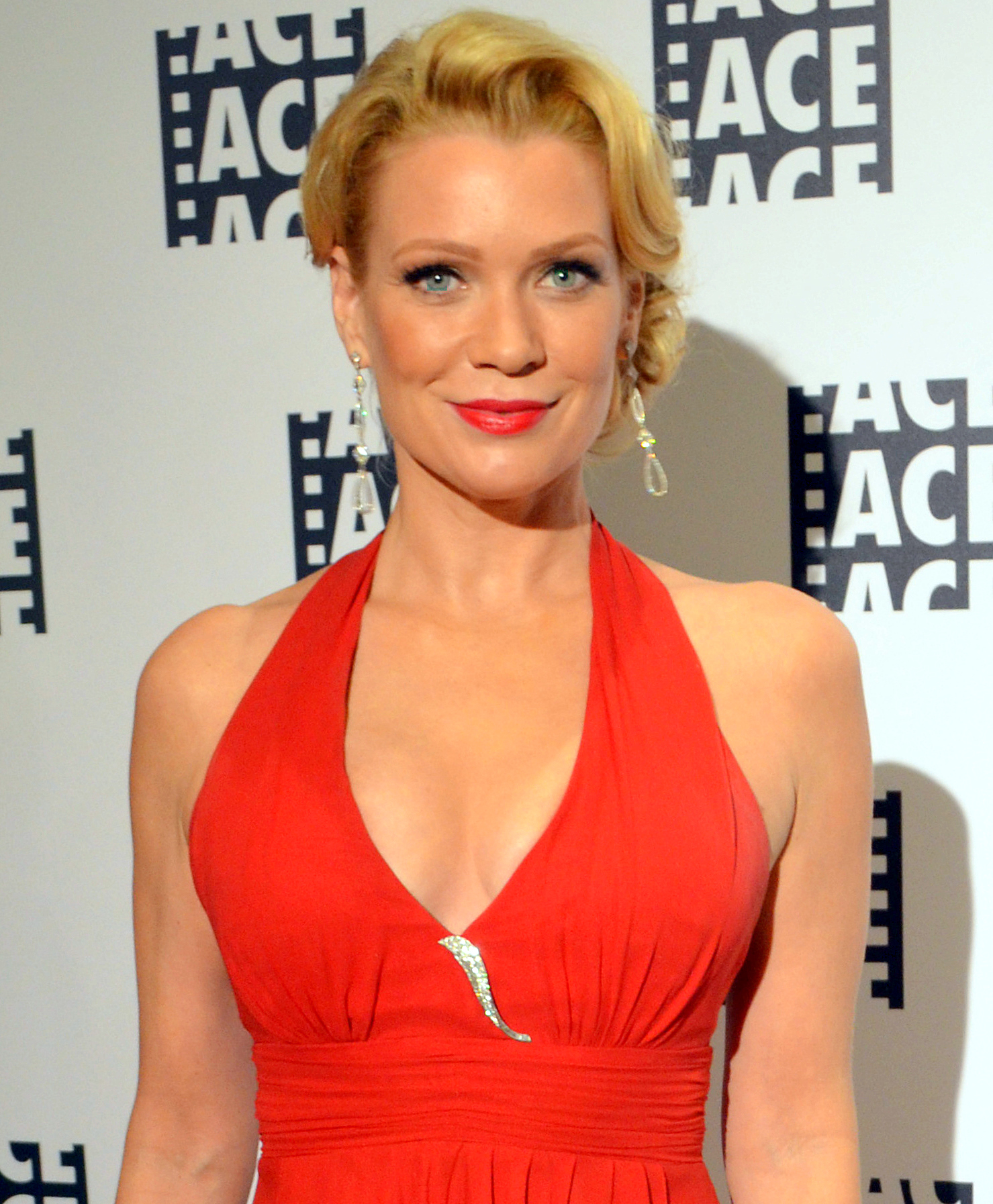
Laurie Holden aux ACE Eddie Awards en 2012.

Andrea, telle qu'elle apparaît dans la série de bandes dessinées, est décrite par James Hibberd du Hollywood Reporter comme « un membre clé du groupe de survivants qui maîtrise un sniper et tombe amoureuse d'un homme deux fois plus âgé qu'elle ». Le show runner des saisons 4 à 8, Scott M. Gimple, décrit la Andrea dans les comics comme ayant une évolution très intéressante : « Il y avait une certaine impétuosité doublé d'une arrogance dans son caractère. Nous l'avons vu évolué, mûrir. »  Dans l'adaptation télévisuelle, le personnage s'impose par son charisme et son franc parler mais ne sait pas du tout se battre ni se servir d'une arme et tente de se suicider à la fin du dernier épisode de la première saison, Sujet-test 19, après la mort de sa sœur mais Dale l'en dissuade. Le créateur des comics, Robert Kirkman, explique que l'envie d'Andrea de se protéger elle-même est le début de son évolution vers son homologue dans la version des bandes dessinées.
C'est au cours de la deuxième saison qu'Andrea devient bien plus forte et se retrouve véritablement. Alors que Dale refusait catégoriquement de redonner l'arme d'Andrea depuis l'évasion du CDC par peur qu'elle retourne l'arme contre elle, il finit par accepter de lui rendre lorsqu'il se rend compte que sa protégée est désormais forte et remise sur pieds. Elle se rapproche finalement de Shane et s'impose dans le groupe comme une forte tête qui n'hésite pas à défier l'autorité naturelle de Rick. Andrea sait désormais se servir d'une arme et devient l'un des tireurs du groupe grâce à l'apprentissage de Shane,. Pour l'ancien showrunner Glen Mazzara, Andrea à la télévision est la seule personne du groupe capable de garder la tête haute après la mort de Dale car il s'agit de la seule personne s'étant tenue à ses côtés lorsqu'il tentait de sauver la vie de Randall Carver dans l'épisode Juge, Juré et Bourreau. La motivation d'Andrea pour devenir plus forte se renforce après la mort de Dale dans ce même épisode. Pour Laurie Holden, cet évènement scénaristique lui permet de parfaire son jeu car, notamment pour le reste du tournage de la deuxième saison, avant chaque scène qu'elle doit tourner, l'actrice se répète constamment « Andrea doit honorer Dale ». L'actrice explique que « chaque action que réalise Andrea à partir de la mort de Dale sert à l'honorer, ce qui signifie devenir un leader avec une morale beaucoup plus importante qu'auparavant et de la compassion en tendant la main aux autres beaucoup plus qu'elle ne l'aurait fait auparavant. » . Lors du final de la deuxième saison, Près du feu mourant, le personnage marque les esprits s'impose comme l'un des personnages plus courageux et combatifs lorsqu'elle combat à elle toute seule une horde de rôdeurs avec un revolver et au corps à corps jusqu'à l'épuisement.
Toujours avec autant de charisme, Andrea redevient un peu plus pacifique avec son entrée dans la ville de Woodbury lors de la saison 3 et s'impose très facilement auprès de ses habitants. Elle met sa combativité au service de la paix tout en essayant de réconcilier Rick et Le Gouverneur, en vain. Lorsqu'elle comprend que Le Gouverneur est un psychopathe qui prépare un plan pour attaquer la Prison et tuer ses occupants et capturer Michonne pour la torturer à mort, Andrea tente de l'assassiner dans son sommeil mais renonce, étant incapable de le tuer. Elle décidera finalement de quitter la ville et de rejoindre son groupe d'origine à la Prison, préférant combattre à leur côté, avant que Le Gouverneur ne la rattrape.

« Je pense c'était une erreur de faire une histoire différente des comics. Mais ce n'est pas comme si je pouvais y faire quelque chose. Je pense que tout ce qu'ils ont écrit sur Andrea et le Gouverneur était totalement et absolument absurde. J'ai fait de mon mieux pour raconter ce récit, et pour justifier les pulsions sentimentales d'Andrea. Ceci dit, j'adore le showrunner Scott Gimple, parce qu'il m'a offert une mort magnifique avec une certaine rédemption, dans laquelle on comprend qu'Andrea est morte selon ses propres termes. Mais je pense qu'il y a une telle très belle histoire qui a été perdue en route par les auteurs de la série (sur Andrea). Elle aurait dû être là bien plus longtemps et devenir la leader que Robert Kirkman a créé dans la bande dessinée. »

— Laurie Holden au Walker Stalker Con

### Relations avec son entourage
Dans les comics, Andrea entretient une relation intime avec Dale. Tout d'abord surprise par cette relation lorsque l'actrice s'intéresse aux bande dessinées, Laurie Holden fait part en 2011 de son envie « d'honorer cette relation ». Toutefois, Glenn Mazzara et Robert Kirkman décident de ne pas ajouter cette idylle au scénario de la série tandis que le personnage de Dale est tué beaucoup plus tôt dans la série qu'il ne l'est dans les comics, un détail qui choque l'actrice qui déclare qu'elle aimait beaucoup la relation des deux personnages dans la série et qu'il y avait beaucoup plus d'histoires à explorer les concernant. Selon Kirkman, la mort de Dale qui implique la fin de leur relation est un sacrifice bénéfique pour l'avancer de la série. Il exprime d'ailleurs son approbation concernant les différences entre la série et les comics en avisant aux spectateurs de lire ces derniers s'ils s'intéressent à la relation Dale-Andrea. Andrea et Rick se rapprochent également  jusqu'à former un couple une fois le groupe à Alexandria dans les comics. Leur relation, bien qu'authentique et affectueuse, est tout d'abord très compliquée, voir tendue, car Rick lutte pour surmonter la mort de Lori tandis qu'Andrea se retrouve constamment en désaccord avec certaines des décisions prises par Rick lorsque celles-ci mettent en danger ce dernier. Plus tard, surtout vers la fin de la guerre avec Negan et deux ans après celle-ci, la relation d'Andrea et Rick est beaucoup plus intime, plus forte, Carl regarde notamment Andrea comme une figure maternelle, se référant à elle comme sa « maman ».
Dans la série télévisée, le personnage de Shane vit beaucoup plus longtemps que dans les comics, son homologue mourant avant l'arrivée du groupe à la ferme des Greene. Des intrigues originales concernant le personnage sont alors mises en place, notamment une relation entre lui et Andrea. Dans la troisième saison, Andrea commence à flirter avec le Gouverneur, le chef d'une ville où elle et Michonne séjournent, avant d'entrer dans une relation amoureuse à part entière avec lui.

## Départ de la série

### La mort d'Andrea dans la série télévisée
Le décès d'Andrea dans la série marque l'une des plus grosses différences entre l'œuvre et la version des comics de Robert Kirkman, la Andrea des comics vivant sur une période de 13 ans après le début de l'apocalypse,. Dans une interview publiée le 31 mars 2013, Laurie Holden révèle à TVLine n'avoir été prévenue de la mort d'Andrea que quelques jours avant le tournage du dernier épisode de la troisième saison : « Je n'ai eu la nouvelle officielle que quelques jours avant de commencer le tournage du dernier épisode de la saison. C'était un choc pour tout le monde. Cela n'a jamais fait partie du script original relatant l'histoire de la troisième saison. Et c'était plutôt inattendu. »
Glen Mazzara a déclaré que la décision de tuer Andrea avait été prise de manière organique tout au long de la saison et que des discussions à ce sujet avaient émergé à mi-parcours. Il a également expliqué qu'il n'avait de toute façon jamais prévu de suivre fidèlement les sources de la bande dessinée, en ce qui concerne les commentaires négatifs des lecteurs de la bandes dessinées. Concernant l'importance de la mort d'Andrea, il a déclaré : « J’ai pensé qu’il était important de toujours montrer que personne n’est en sécurité. Il est également important de montrer l'effet que ces décès ont sur nos autres personnages. Après la mort d'Andrea, par exemple, je savais que Rick allait enfin ouvrir les portes de la prison après une saison au cours de laquelle il essayait de se cacher du monde, d'enfermer tout le monde et d'assurer leur sécurité. Il réalise ce que cela signifie : que si le groupe est maintenant isolé, il sera éliminé et que son propre fils est sur le point de devenir un Gouverneur bis. Il doit donc ouvrir les portes et laisser entrer d'autres personnes, être compatissant. A la fin du dernier épisode, il fait venir ces femmes, ces enfants et ces personnes âgées et le groupe va évoluer. Il fallait pour cela un sacrifice de sang, et il fallait qu’il y ait un prix à payer. Qu'Andrea paye ce prix était important. Elle ne peut pas réintégrer le groupe. D’une certaine manière, une grande partie de ce qu’elle a fait a consisté à rapprocher les deux groupes. Mais elle ne parvient jamais à entrer dans la prison et à retrouver pleinement le groupe de Rick. C’était un sacrifice ultime digne du final de la saison.Gale Anne Hurd, la productrice, déclare :  Lorsqu'Andrea meurt, Michonne est incroyablement touchée. Sa mort a un effet terrible sur tous les personnages et nous verrons qu’elle résonnera encore dans cette nouvelle saison. La production, a aussi voulu par le biais de cette mort, laisser la place aux nouveaux personnages comme Tyreese Williams qui aura un arc narratif centré sur lui dans la saison d'après.
Au Walker Stalker Con de Chicago en 2014, Gregory Nicotero et Laurie Holden ont discuté en profondeur de la mort d'Andrea. Ils ont révélé qu'il existait trois versions différentes du scénario. Une version incluait Andrea survivant à l'épisode final de la saison et sauvant les habitants de Woodbury tout en les ramenant à la prison. L'autre était celui qui avait été écrit par Glen Mazzara et celui qui a été diffusé, réécrit partiellement par Scott Gimple. Holden estime que refaire sa scène de mort originale deux mois plus tard était satisfaisant, car « Andrea avait besoin d'être avec ses amis » et a estimé qu'elle était morte avec « grâce » lors du nouveau tournage, par opposition à une « mort d'horreur dans un film D » dans le script original. Holden a également révélé que la décision avait fait perdre à Glen Mazzara son emploi de showrunner, car de nombreux scénaristes étaient contre l'idée de tuer le personnage d'Andrea. Nicotero a estimé que le personnage d'Andrea s'était « perdu dans l'écriture » pour la troisième saison.
Quelques années plus tard, l'actrice affirme que ce fût pour elle une très mauvaise décision de tuer Andrea et qu'elle a été déçu de comment a été transposé la relation du personnage avec Le Gouverneur à travers l'écran : « Je trouve que ce qu'ils ont écrit pour Andrea et le Gouverneur était du grand n'importe quoi. J'ai fait de mon mieux pour raconter cette histoire. J'adore Scott Gimple qui m'a donné une très belle mort avec une rédemption, elle n'était pas une victime, elle est morte selon ses termes. Mais je pense qu'il y avait une histoire très belle qui a été perdue, elle aurait dû être là pour longtemps et être le leader que Robert Kirkman a créé dans la BD. » Le départ du personnage fût aussi brutal pour le public que pour l'actrice qui avait à la base un contrat s'étendant jusqu'à la saison 8. L'actrice révèle au Walker Stalker Con : « J'avais un contrat de huit ans. J'aurais dû être là jusqu'à la fin. J'étais censée finir avec Rick, et sauver Woodbury. J'étais en train d'acheter une maison à Atlanta. » L'actrice révèle également que la décision de tueur Andrea était tout simplement dans le but de choquer durablement le public.

## Accueil

### Réception critique du personnage des Comics
The Weekly Crisis liste Andrea à la seconde place de la The Ten Best Characters in The Walking Dead (Les 10 meilleurs personnages dans The Walking Dead), qui la décrit comme "le véritable bras droit de Rick tout en étant une femme. Le magazine commente et complimente son adresse au tir, sa loyauté et qualifie Rick et Andrea de « Power Couple ».

### Réception critique du personnage dans la série

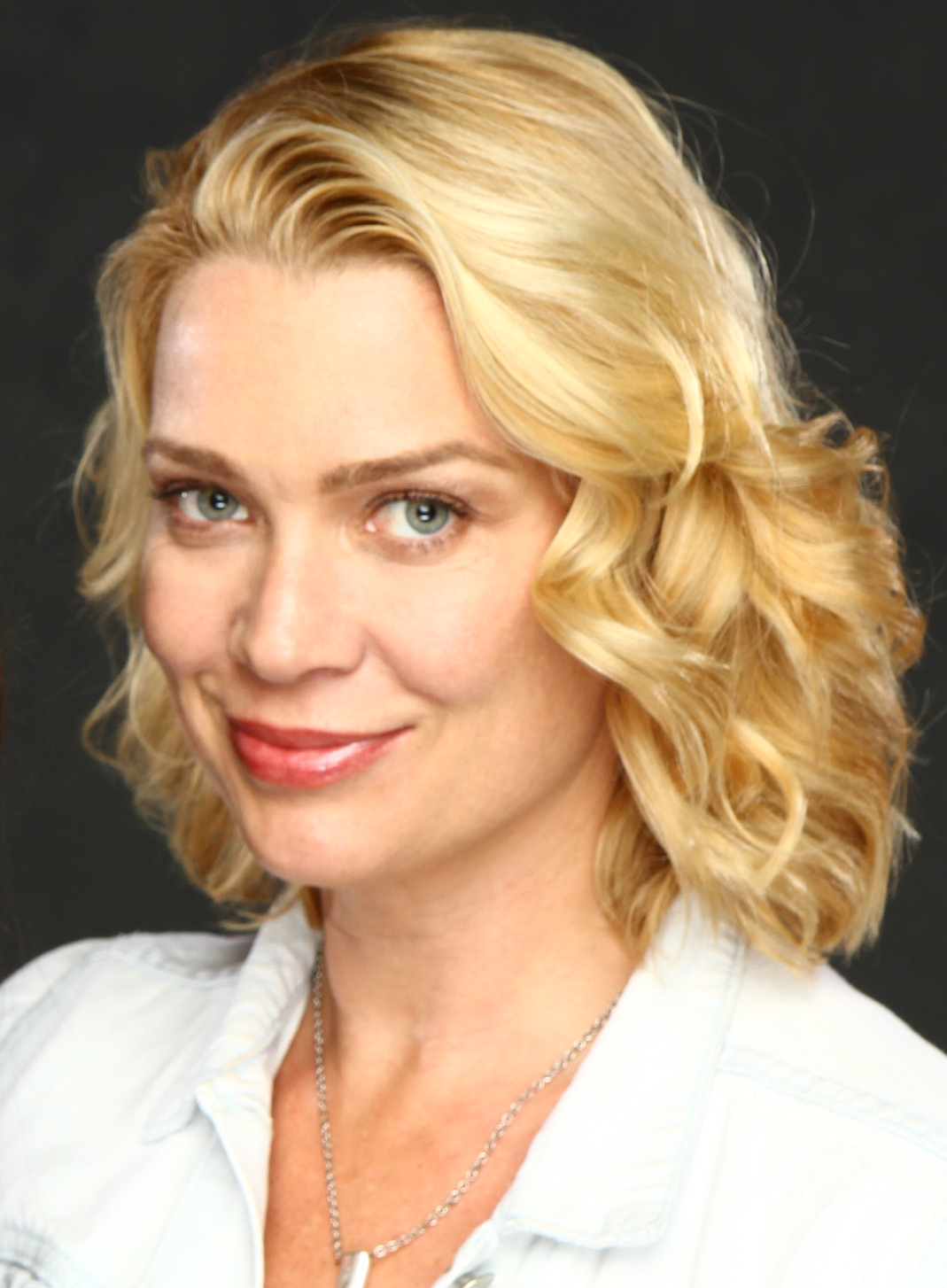
Laurie Holden au Florida SuperCon en 2013.

La performance de Holden dans le rôle d'Andrea a été bien accueillie, en particulier au cours des première et deuxième saisons. La place de son personnage dans la troisième saison a cependant été souvent critiqué par les critiques et les fans. Beaucoup ont loué le lien fraternel entre Andrea et sa sœur, Amy (Emma Bell), sa relation avec Dale et le processus de deuil d'Andrea et sa transformation en une combattante qualifiée à la fin de la deuxième saison. Pour sa performance dans la première saison, en 2011, Holden a reçu une nomination au Saturn Awards pour la meilleure actrice dans un second rôle à la télévision pour son interprétation d'Andrea. Son interprétation d'Andrea dans Sujet-test 19 a été particulièrement bien accueillie par Josh Wigler de MTV, qui a déclaré que l'actrice « a livré un excellent travail pour le personnage ». De même, Alan Sepinwall de HitFix a cité la performance de Laurie Holden comme un moment fort de l'épisode.
Pour sa performance dans la seconde saison, Laurie Holden est nommée dans la catégorie de la meilleure actrice dans un second rôle aux Scream Awards. Pour le premier épisode de cette deuxième saison, baptisé Ce qui nous attend, Derek Boeckelmann du Daily Nexus salue la performance de Holden, affirmant qu'elle « continue d'être la plus forte des actrices de la série, présentant constamment des performances exceptionnelles dans le rôle d'Andrea lorsque celle-ci est en deuil. » Les critiques ont également salué la relation croissante entre Andrea et Shane dans l'épisode Secrets. Bien qu'il les aient décrits comme un « couple improbable », Scott Meslow de The Atlantic affirme qu'il est supérieur au scénario entre Andrea et Dale : « Il y a quelque chose à dire sur les escapades postapocalyptiques occasionnelles qui permettent à deux personnages qui n'ont connu presque rien d'autre que de la misère d'avoir, même pour un instant, quelque chose qui ressemble à de la joie », explique t-il. Meslow retorque qu'il est sage de minimiser l'ambiguïté entre Shane et Andrea, qui, selon lui, « ne mènerait à rien d'important ». Le développement du personnage d'Andrea suscite également des éloges unanimes parmi les critiques lors du final de la saison 2, Près du feu mourant. Pour Paste, Josh Jackson estime que ce développement offre le point culminant de l'épisode, voyant dans le jeu de l'actrice une certaine ressemblance avec l'actrice Linda Hamilton : « Après une saison de pleurnicheries, elle est rapidement devenue une Linda Hamilton-badass, tuant des zombies avec à coup de pied », a-t-il déclaré. Dans la même veine, Kine explique que « la dur à cuire qu'Andrea a essayé si fort de nous convaincre qu'elle était fini tout simplement par le devenir ». Ryan pense alors que la lutte d'Andrea pour survivre était un moyen efficace de favoriser l'exode du groupe. Elle parle ensuite de sa scène de rencontre avec Michonne : « Elle s'était tellement battue pour vivre que je voulais qu'Andrea repousse avec succès ce dernier groupe de rôdeurs. Quand l'issue fatale qui nous ferait croire qu'elle allait mourir arrive, j'étais, à juste titre, au bord de mon siège. Et l'apparition de la silhouette encapuchonné - tirant deux rôdeurs sans bras, rien de moins - était aussi dramatique que possible. »
Le personnage d'Andrea dans la troisième saison change considérablement de son homologue dans la bande dessinées. Par rapport aux deux saisons précédentes, l'arc narratif et les décisions prises en charge par Andrea sont très mal reçus et vivement critiqués de façon négatives par la presse spécialisée et les fans. Darren Franich de Entertainment Weekly a commente notamment les actions d'Andrea et surtout sa relation avec le Gouverneur, créée spécialement pour la série, en disant : "Les personnages de The Walking Dead semblent coincés dans leur élan, revivant les mêmes traumatismes encore et encore. Andrea va-t-elle craquer encore craquée pour le méchant de la saison prochaine ? » Entertainment Weekly a ensuite inclus Andrea dans sa liste des « 21 personnages de la télévision les plus ennuyeux de tous les temps ». Zack Handlen, écrit pour The A.V. Club que le point culminant de Entre deux feux est « qu'il ne nous rassure pas sur qui est Andrea », et qualifie le personnage de « problématique » et de « désordonné qui ne devient qu'intéressante lorsqu'elle est au centre d'une crise morale. » Le critique spécifie aussi que la faute vient d'un « scénario horrible ». Eric Goldman d'IGN n'aime pas l'épisode tout simplement car celui-ci est centré sur Andrea, un personnage qu'il n'aimait pas particulièrement dans la troisième saison. La mort d'Andrea dans l'épisode final de la troisième saison se verra être très populaire. Pour Bienvenue dans le tombeau, Eric Goldman n'apprécie guère que le final de la saison repose sa conclusion dramatique sur la mort d'Andrea. Le critique de The A.V. Club, Zack Handlen, déclare qu'Andrea « manquera moins » que Milton. Erik Kain de Forbes.com déclare même : « Enfin, Andrea est morte. Je sais que c'est quelque chose que j'ai souhaité toute la saison, mais cela me semblait presque bon marché à la fin. » À l'inverse, Josh Jackson, écrivant pour Paste, déclare que c'est « une fin déchirante pour la femme qui a tenté de rétablir la paix entre les deux camps de survivants. » Malgré l'accueil négatif qu'Andrea a reçu pour la troisième saison, Laurie Holden a été nommé pour sa performance d'actrice pour le Saturn Award de la meilleure actrice dans un second rôle en 2013 et a finie par le gagner.

### Classement
- Carolyn Burke pour Screen Rant classe Andrea comme le meilleur personnage de The Walking Dead, en écrivant : « Bien qu'on la retrouve généralement sur la liste des pires personnages de tout le monde, Andrea est un grand personnage qui a eu une mauvaise réputation. Voir son scénario sous un nouvel angle change tout [... ] Elle avait prévu de se suicider après avoir perdu sa sœur, mais on lui a forcé la main pour ne pas qu'elle saute le pas. Mais ses sentiments n'ont jamais disparu. C'est pourquoi elle s'est comportée comme elle l'a fait avec Beth. Ses actions étaient dangereuses et peu judicieuses, mais elle croyait vraiment qu'elle évitait à Beth de se retrouver dans le même bateau qu'elle. C'est pourquoi elle s'accrochait aux fausses promesses du Gouverneur : le confort de Woodbury était sa seule raison de vivre. C'était une promesse que la vie pourrait être semi-normale. Elle n'a pas trahi ses amis avec des actions inconstantes. »[47]
- Noel Murray du magazine Rolling Stone classe Andrea à la 18ème place dans une liste des 30 meilleurs personnages de The Walking Dead, déclarant : « L'une des plus grandes divergences entre la bande dessinée et la série a été le personnage d'Andrea : elle est pratiquement co-leader du groupe avec Rick dans les pages du comic book et est est pourtant devenue une victime lors de la troisième saison de la série, une véritable surprise. Elle a cependant connu un bon parcours, avec Laurie Holden la jouant comme étant suffisamment astucieuse et intelligente pour voir à travers la façade du gendre idéal du Gouverneur, et suffisamment amicale pour amener le loup solitaire Michonne dans le campement. Son courage et son esprit vif nous manquent[48].